# Rebirth RB-338
Rebirth RB-338 är en mjukvarusynth som släpptes 1997 av Propellerhead Software. Rebirth emulerar två analoga synthar samt två trummaskiner från Roland och är självständigt, det vill säga inte en plugin som kräver en mjukvarustudio (DAW) för att användas.
Utvecklingen lades ner den 1 september 2005, varpå Propellerhead erbjöd programmet för gratis nedladdning. I april 2010 släpptes en version för Apples iPhone och iPod Touch, och i november samma år kom en moderniserad version för iPad. Den förra togs bort från Apples App Store 2013, och iPad-versionen 2017, efter att Roland hävdade varumärkesintrång.

## Programmets funktion
Rebirth emulerar ljudet hos dessa Rolandsynthar:
- TB-303 bassynthesizer (2 stycken är inkluderade i programmet)
- TR-808 trummaskin
- TR-909 trummaskin

Emuleringen är komplett med knappar och reglage som påverkar syntharnas ljudbild, som resonansfilter och notlängd. Det finns också enheter för distorsion, eko och andra effekter, samt en enkel mixer. Det är möjligt att programmera korta melodier och trumslingor (max 16 16-delar per bit), att kombinera ihop dessa korta bitar till en längre stycke, samt att programmera ändringar i reglage.